# Paracorallium japonicum
Paracorallium japonicum (Kishinouye, 1903) o Corallium japonicum (Kishinouye, 1903), è un octocorallo della famiglia Coralliidae.